# Памятник Янке Купале (Левки)
Памятник Янку Купале (бел. Помнік Янку Купалу) — памятник в урочище Левки, в лесу в 0,5 км от деревни Левки Оршанского района, где жил и работал в 1935—1941 годах классик белорусской литературы Янка Купала. Изготовлен в 1982 году к 100-летию со дня рождения поэта. Автор памятника скульптор А. Аникейчик.

## Описание
На гранитном блоке-постаменте стоит невысокая скамья, на которой бронзовая скульптурная фигура задумчивого поэта. Выразительность лица, пластика рук раскрывают душевное состояние певца. Старый дуб, под которым установлен памятник, живописное окружение усиливают его эмоциональное воздействие. Высота постамента 0,4 м, фигура 2,7 м.